# Regiões do Chade

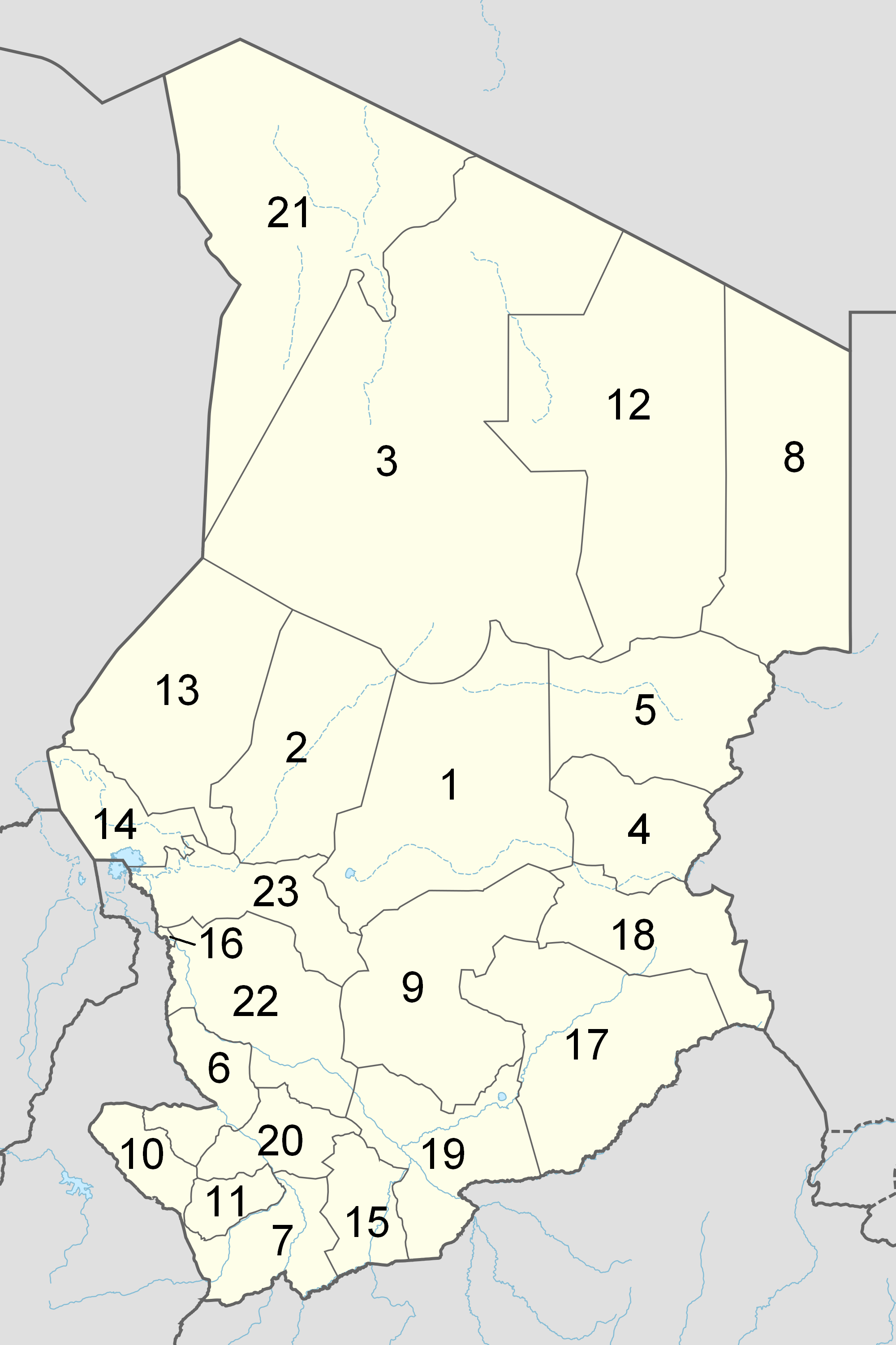
Províncias do Chade desde 2012

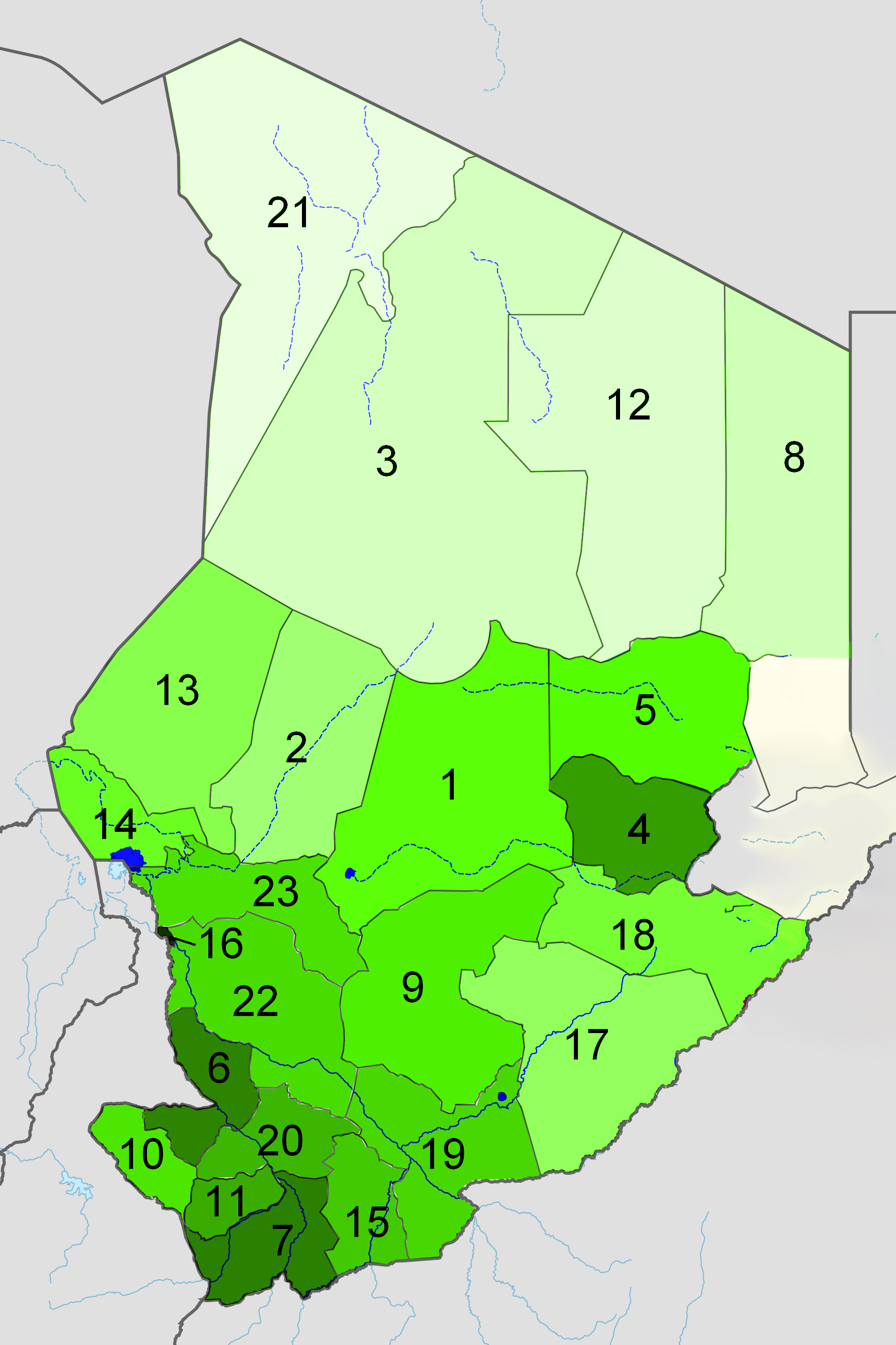
Distribuição populacional das províncias do Chade

A República do Chade está atualmente dividida em 23 províncias, anteriormente chamadas de regiões administrativas, incluindo a capital N'Djaména, que é uma província com status especial. As províncias são a subdivisão territorial de primeiro nível do país, sendo que cada uma delas é subdividida em departamentos.

## História
De 1960 até 1999, o Chade era dividido em prefeituras. Estas foram substituídas em 1999 por departamentos. Em 2002, com a criação das regiões administrativas, os departamentos se tornaram o segundo nível de subdivisão territorial. Com a introdução de uma nova constituição em 2018, as então regiões administrativas passaram a ser chamadas de províncias.

## Divisão administrativa
| Localização | Província                        | Capital | População (2009) | População estimada (2023)[a] | Superfície (Km2) |
| ----------- | -------------------------------- | --- | ---------------- | ---------------------------- | ---------------- |
|             | Província de Barh El Gazel       | Moussoro | 257 267          | 407 256                      | 58 525           |
|             | Província de Batha               | Ati | 488 458          | 748 395                      | 93 732           |
|             | Província de Borku               | Faya-Largeau                                                                                                 | 93 584           | 154 865                      | 271 513          |
|             | Província de Chari-Baguirmi      | Massenya | 578 425          | 884 924                      | 47 226           |
|             | Província de Ennedi Leste        | Am-Djarass                                                                                                   | 107 302[b]       | 175 321                      | 81 696           |
|             | Província de Ennedi Oeste        | Fada | 60 617[b]        | 109 753                      | 117 686          |
|             | Province de Guéra                | Mongo | 538 359          | 824 161                      | 62 678           |
|             | Província de Hadjer-Lamis        | Massakory | 566 858          | 870 231                      | 31 376           |
|             | Província de Jamena              | Jamena é a capital e a maior cidade do Chade. Desde 2002, ela tem um status especial e se tornou uma região. | 951 418          | 1 434 592                    | 408              |
|             | Província de Kanem               | Mao | 333 387          | 505 839                      | 70 516           |
|             | Província de Lac                 | Bol | 331 496          | 509 258                      | 20 543           |
|             | Província de Logone Ocidental    | Mundu | 689 044          | 1 053 958                    | 8 969            |
|             | Província de Logone Oriental     | Doba | 779 339          | 1 184 567                    | 24 119           |
|             | Província de Mandul              | Kumra | 628 065          | 1 002 346                    | 17 761           |
|             | Província de Mayo-Kebbi Oriental | Bongor | 774 782          | 1 179 260                    | 18 458           |
|             | Província de Mayo-Kebbi Oeste    | Pala | 564 470          | 858 593                      | 12 787           |
|             | Província de Médio-Chari         | Sarh | 588 008          | 902 311                      | 42 307           |
|             | Província de Salamat             | Am Timan | 302 301          | 470 256                      | 69 631           |
|             | Província de Sila                | Goz Beïda | 387 461          | 591 300                      | 36 745           |
|             | Província de Tandjilé            | Laï | 661 906          | 1 007 812                    | 17 891           |
|             | Província de Tibesti             | Bardaï | 25 483           | 52 626                       | 135 896          |
|             | Província de Uadaï               | Abéché | 721 166          | 1 102 467                    | 30 790           |
|             | Província de Wadi Fira           | Biltine | 508 383          | 792 394                      | 56 362           |

- a. ^  O último recenseamento oficial do Chade foi realizado em 2009.[4].
- b. ^  As atuais províncias de Ennedi Ocidental e Ennedi Oriental formavam uma única região administrativa – Ennedi – quando foram divulgados os resultados do recenseamento de 2009. Portanto, os dados sobre a população dessas províncias não constavam separadamente naquele período.